# Juska Savolainen
Juska Samuli Savolainen (Helsinki, 1º settembre 1983) è un ex calciatore finlandese, di ruolo centrocampista.

## Carriera

### Club
Savolainen iniziò la carriera con gli olandesi dell'Heerenveen e tornò in patria nel 2003, per giocare con il KooTeePee. Dopo alcune esperienze con l'Hämeenlinna e con l'Allianssi, si accordò con il Tampere United, con cui si aggiudicò la Veikkausliiga 2007.
A gennaio 2008, si trasferì in Norvegia, per giocare con il Rosenborg. Esordì con la nuova squadra il 31 marzo 2008, venendo schierato titolare nel successo per due a uno sul Lyn. L'anno successivo, tornò al Tampere United in prestito dal 17 marzo al 31 luglio 2009. Tornò successivamente al Rosenborg, in tempo per aggiudicarsi con la squadra la Tippeligaen 2009.
Passò così allo Haugesund, neopromosso nella massima divisione. Debuttò col nuovo club nel pareggio per zero a zero contro il Brann, quando sostituì John Pelu. Il 31 dicembre 2011, il suo contratto giunse alla scadenza e non fu rinnovato. Si ritirò allora dall'attività agonistica.

### Nazionale
Savolainen disputò il primo incontro con la Finlandia il 18 gennaio 2010: fu infatti titolare nell'amichevole contro la Corea del Sud disputata a Malaga, in Spagna.

## Palmarès

### Club

#### Competizioni nazionali
- Veikkausliiga: 1

Tampere United: 2007
- Tippeligaen: 1

Rosenborg: 2009